# Edme-Claude Bourru
Edme-Claude Bourru (1741-1823) est un médecin français, Docteur-Régent et bibliothécaire de l’ancienne Faculté de Médecine de Paris et dernier doyen de cette faculté.

## Biographie
Edme-Claude Bourru est né à Paris le 27 mars 1741, fils du docteur Claude Bourru et d’Anne-Suzanne Dorez. Il est issu d’une lignée de médecins dont l’ancêtre, Jean, (décédé en 1704) était chirurgien à l’hôpital d’Alise-Sainte-Reine, en Côte d’Or.
E-Cl. Bourru fit ses études au Collège du Cardinal-Lemoine, rue Saint-Victor, à proximité de sa maison natale. Bachelier Maîtres-es-Arts, en 1763, il décida ensuite de se consacrer à la Médecine et il s’inscrivit en 1764, à la Faculté de Médecine de Paris, où il soutint sa thèse le 24 septembre 1766. En décembre de la même année, il obtenait le titre de Docteur-Régent, c’est-à-dire professeur de la Faculté de Médecine de Paris.
En 1771, il fut nommé bibliothécaire de la Faculté de Médecine de Paris, où il effectua un important travail de classement et d’inventaire des douze mille ouvrages détenus dans les locaux de la rue de la Bucherie; il démissionna de son poste en 1775 au moment du déménagement de la bibliothèque et il fut remplacé par le docteur Nicolas Jeanroy qui procédera au transfert des livres dans les anciennes écoles de droit de la rue de Beauvais.
Il avait installé son cabinet, rue de la Harpe, auprès de Collège d'Harcourt (actuellement le lycée Saint-Louis) ; son activité devait être limitée, car il prit l’initiative avec deux confrères, de proposer un « Abonnement économique en faveur des malades », cet organisme devant fonctionner à compter du 1er janvier 1772 ; à cet effet, il fit distribuer un prospectus dès octobre 1771. 
La Faculté prit très mal la chose et elle envoya le doyen auprès du lieutenant général de police pour s’opposer à la distribution de ce papier ; de plus, elle prit la décision, par décret, d’interdire la pratique de l’Abonnement Économique : pris de peur, les trois médecins renoncèrent à leur projet.
En date du 8 novembre 1777, il fut désigné comme Professeur de Chirurgie en langue française puis, en 1783, chargé du cours de pharmacie. Le 11 novembre 1786, Bourru fut nommé doyen de la Faculté : il exerça ses fonctions jusqu’à la suppression de la Faculté en 1793.
Pendant la Révolution, il demeura à l’écart, cependant, accompagné de Guillotin, il se rendit, le 16 avril 1793, à la barre de la Convention nationale, pour s’opposer à l’assujettissement des médecins à la patente.
En 1804, il est admis à la Société Royale de Médecine (qui sera transformée en Académie Royale de Médecine), dont il devint rapidement Président.
Pendant les dernières années de sa vie, il se rendait fréquemment au Château de la Quincy (Commune de Nanteuil-la-Fosse), près de Soissons. Il avait épousé, en décembre 1788, la fille d’Ambroise Rousseau, avocat au Parlement et Lieutenant du Bailliage de Paris dont il eut deux fils, Claude-Félicité-Hippocrate et Galien.
En 1819, E-Cl. Bourru eut une première attaque d’apoplexie qui lui fit perdre la mémoire; il meurt à Paris, le 21 septembre 1823 à la suite d’une seconde attaque.
« Bourru fut un homme modeste, d’une grande simplicité naturelle, très désintéressé, très attaché à ses devoirs professionnels, toujours prêt à soigner les pauvres, à secourir les malheureux ; il mérita d’être classé parmi les bienfaiteurs de ses concitoyens " écrivait le Dr Paul Busquet, bibliothécaire de l’Académie de Médecine en 1928. 

## Publications
- Précis historique de l'établissement de la Société royale de médecine, de sa conduite, et de ce qui s'est fait à ce sujet dans la Faculté de médecine de Paris.
- L'Art de se traiter soi-même dans les maladies vénériennes et de se guérir de leurs différents symptômes, Paris, 1770.
- Discours prononcé aux Écoles de médecine, pour l'ouverture solennelle du cours de chirurgie, le 6 février 1780, par Me Edme-Claude Bourru, ... sur ce sujet : À quels points doit s'arrêter le chirurgien dans les différentes sciences dont l'étude lui est nécessaire ?, Paris, 1780.
- Discours prononcé le 28 mars 1814, jour des obsèques de M. Guillotin.